# Vandeleuria oleracea
Il topo arboricolo indomalese (Vandeleuria oleracea  Bennett, 1832) è un roditore della famiglia dei Muridi diffuso nel Subcontinente indiano, Cina e Indocina.

## Descrizione

### Dimensioni
Roditore di piccole dimensioni, con la lunghezza della testa e del corpo tra 61 e 90 mm, la lunghezza della coda tra 92 e 110 mm, la lunghezza del piede tra 17 e 18 mm, la lunghezza delle orecchie tra 11,0 e 16 mm.

### Aspetto
La pelliccia è soffice. Il colore delle parti superiori è castano chiaro, mentre le parti ventrali, le guance ed il muso sono bianchi con una leggera tinta giallastra. Il dorso dei piedi è bianco. Gli artigli sono bianchi e minuti. Le orecchie sono alquanto grandi, arrotondate e praticamente prive di peli. Il muso è corto ed ottuso. Le vibrisse sono lunghe e numerose, alcune nere ed altre argentate. La coda è molto più lunga della testa e del corpo, è uniformemente scura e ricoperta di piccoli peli biancastri. Il cariotipo è 2n=26 FN=40-41.

## Biologia

### Comportamento
È una specie arboricola e notturna. Costruisce nidi sferici con foglie e steli d'erba tra i rami.

### Alimentazione
Si nutre di frutta, germogli e fiori.

### Riproduzione
Le femmine danno alla luce 3-6 piccoli alla volta.

## Distribuzione e habitat
Questa specie è endemica del Subcontinente indiano, Cina e Indocina.
Vive nelle foreste e lungo i margini dove è presente densa vegetazione e piante rampicanti tra 200 e 1.500 metri di altitudine. In Indocina è presente inoltre in canneti, foreste decidue secce con presenza di boschi di bambù, in foreste decidue umide, foreste temperate, foreste miste a praterie e boscaglie e zone umide montane.

## Tassonomia
Sono state riconosciute 4 sottospecie:
- V.o.oleracea: Stati indiani del Gujarat, Madhya Pradesh, Chhattisgarh meridionali, Orissa, Maharashtra, Andhra Pradesh, Karnataka, Kerala, Tamil Nadu; Sri Lanka;
- V.o.dumeticola (Hodgson, 1845): Stati indiani dell'Himachal Pradesh, Uttarakhand, Haryana, Rajasthan nord-orientale, Uttar Pradesh settentrionale, Bihar, Jharkhand, West Bengal, Sikkim, Meghalaya, Assam, Manipur, Tripura, Mizoram; Nepal e Bhutan meridionali, Bangladesh, Myanmar occidentale, provincia cinese dello Yunnan occidentale;
- V.o.scandens (Osgood, 1932): Provincia cinese dello Yunnan meridionale, Myanmar orientale, Vietnam settentrionale, Laos settentrionale e centrale;
- V.o.sibylla (Thomas, 1914): Thailandia settentrionale e centrale, Myanmar meridionale, Cambogia sud-occidentale, Vietnam sud-orientale.

## Conservazione
La IUCN Red List, considerato il vasto areale, la popolazione numerosa, la presenza in diverse aree protette e la tolleranza alle modifiche ambientali, classifica V.oleracea come specie a rischio minimo (Least Concern).